# Ракитница (община Демир Хисар)
Вижте пояснителната страница за други значения на Ракитница.
Ракитница (на македонска литературна норма: Ракитница) е село в община Демир Хисар, Северна Македония.

## География
Селото е разположено на 690 m надморска височина в Долен Демир Хисар, на река Жаба. Землището на Ракитница е 17,6 km2, от които горите заемат най-голяма площ от 850 ha, обработваемите площи са 427 ha, а пасищата 289 ha.

## История
Църквата „Свети Димитър“ е от XVI - XVII век.
През ноември 1619 година Ракитница, с приход от 6 100 акчета, заедно със селата Кърклино и Добромир е включено в зиамета на Осман чауш, приближен на великия везир Мехмед паша. Преди това зиаметът е бил владян от Шейх Мехмед, който починал. С писмо от края на 1619 година Осман известява битолския кадия, че зиаметът ще бъде ръководен от Мехмед бег. В края на 1621 или в началото на 1622 година Осман определя за субашия на зиамета своя брат, спахията Хъзр бег. Хъзр има право да управлява и да разполага с годишните приходи на зиамета. От сиджил от април 1623 година става ясно, че Хъзр бег продължава да е спахия на Ракитница. Неговият пълномощник Хусеин бег подава жалба срещу жителя на Ракитница Гушин, син на Гюрчин, който не е плащал данъци.
В сиджил от 1620-1621 година е отбелязано, че 17 ханета (домакинства) в Ракитница дължат военния данък нузул за османския поход срещу Полша.
В XIX век Ракитница е чисто българско село в Битолска кааза, нахия Демир Хисар на Османската империя. В „Етнография на вилаетите Адрианопол, Монастир и Салоника“, издадена в Константинопол в 1878 година и отразяваща статистиката на населението от 1873 година, Ракиница (Rakitnitza) е посочено като в каза Ресен с 30 домакинства и 25 жители мюсюлмани и 60 българи. Според Васил Кънчов в 90-те години Ракитница има 30 къщи. Според статистиката му („Македония. Етнография и статистика“) в 1900 година Ракитница има 255 жители, всички българи християни.
На Етнографската карта на Битолския вилает на Картографския институт в София от 1901 година Ракитница е чисто българско село в Битолската каза на Битолския санджак с 48 къщи.
Според Никола Киров („Крушово и борбите му за свобода“) към 1901 година Ракитница има 48 български къщи.
На 23 юли 1902 година турски аскер и башибозук обграждат в Ракитница четата на крушевския войвода на ТМОРО Велко Марков. В последвалото сражение войводата и някои четници са убити, други се самоубиват, за да не попаднат в плен, а четирима, водени от Гюрчин Наумов, успяват да пробият блокадата и оцеляват. След сражението избухва така наречената Ракитнишка афера. По време на Илинденското въстание селото е нападнато от турски аскер и башибозук, като при нападението са изгорени 10 къщи. След въстанието селото получава помощи от българския владика Григорий Пелагонийски.
Наум Томалевски пише за селото:
| „ | Селото Ракитница отстои приблизително на 10 килом. югозападно отъ Крушево. Разположено е въ котловината, покрай малката река Жаба, която слиза отъ Бушева чешма и е лѣвъ притокъ на р. Църна. Селото брои 35 - 40 кѫщи, едноетажни и повечето покрити съ слама. Населението е чисто българско. По-голѣмата часть от него се занимава съ земледѣлие, а останалото съ скотовъдство, въглищарство и дърварство. Има българска черква и българско училище. Ракитница административно припадаше къмъ мюдюрлъка въ турското с. Прибилци, а въ революционно отношение - къмъ крушовския околийски комитетъ. Селото е организирано изцѣло отъ околийския крушовски войвода Никола Петровъ Русевъ от Малешевско, при когото сѫ били като четници между другитѣ Вельо Марковъ и Георги Сугаревъ. | “ |

След потушаването на въстанието в началото на 1904 година цялото село минава под върховенството на Българската екзархия. По данни на секретаря на екзархията Димитър Мишев („La Macédoine et sa Population Chrétienne“) в 1905 година в Ракитница има 240 българи екзархисти.
През 1961 година Ракитница има 305 жители, които през 1994 година намаляват на 40, а според преброяването от 2002 година селото има 20 жители.
| Националност | Всичко |
| македонци    | 10     |
| албанци      | 0      |
| турци        | 0      |
| роми         | 0      |
| власи        | 0      |
| сърби        | 0      |
| бошняци      | 0      |
| други        | 0      |

## Личности
Родени в Ракитница
- Косто Юнов, български опълченец, на 10 май 1877 година постъпва в IV рота на V опълченска дружина. Ранен в битката при Шейново на 28 декември 1877. Уволнен на 22 юни 1878.[19]
- Малинка Велянова, българска революционерка от ВМОРО[20]
- Найдо Велянов, деец на ВМОРО[21]

Починали в Ракитница
- Велко Марков (1870 – 1902), български революционер
- Тирчо Карев (? – 1902), български революционер